# Royal Research Ship

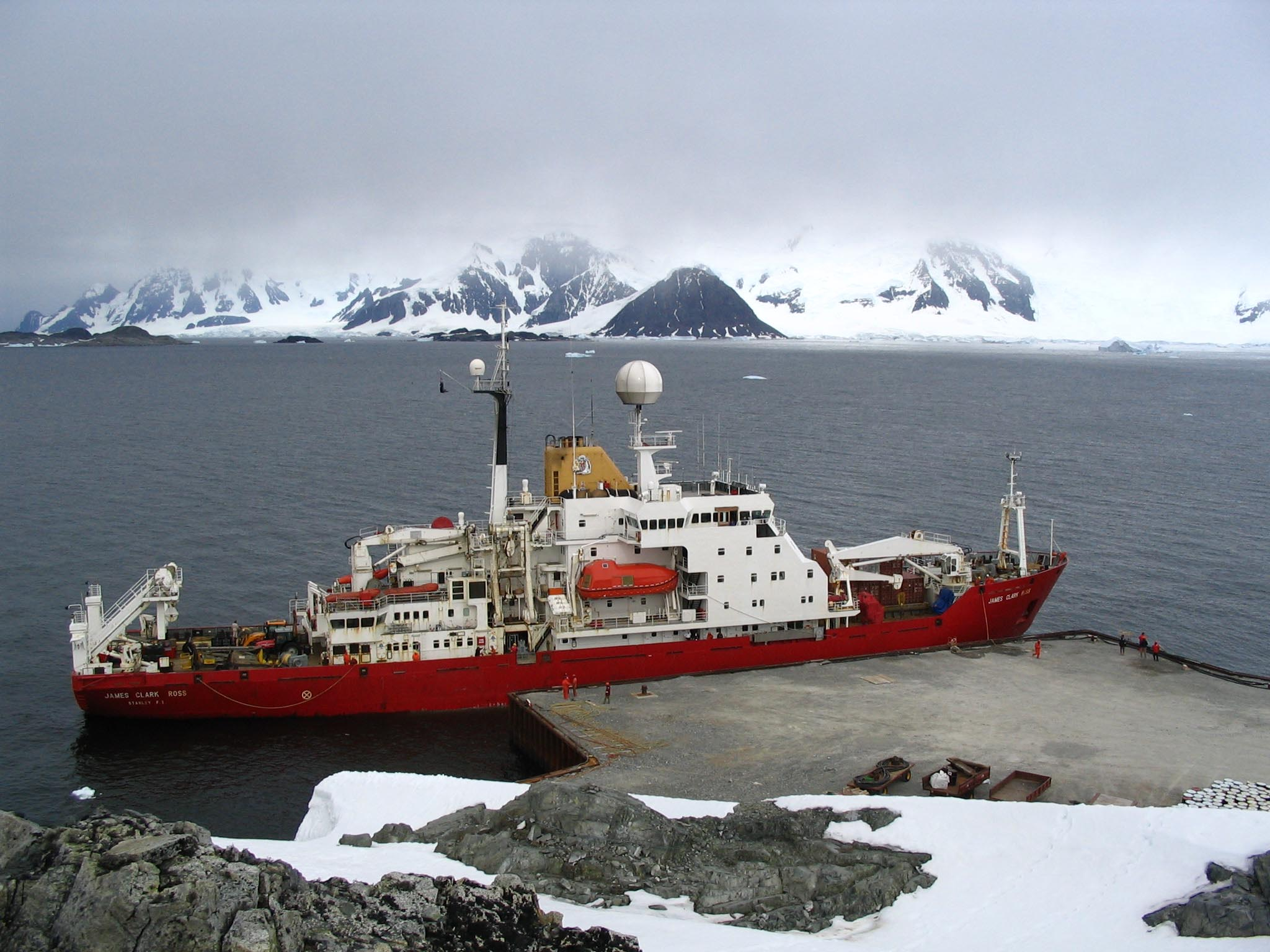
Le RRS James Clark Ross en Antarctique

Un Royal Research Ship (RRS) est un navire civil qui conduit des recherches pour un organisme de recherche scientifique du gouvernement britannique, particulièrement le British Antarctic Survey (BAS) et le Natural Environment Research Council (NERC). Un mandat du souverain est requis avant qu'un navire puisse être désigné en RRS.
Dans les années 1950 et 1960, les navires royaux de recherche appartenaient à l'Amirauté, partiellement gérés par le Royal Fleet Auxiliary (RFA) et conduits comme des navires de cette flotte. Désormais le NERC a pris la pleine responsabilité pour opérer ces navires et leur équipage, au début sous les NERC Research Vessel Services, partie du NERC Scientific Services. La flotte fut ensuite, sous ce chapeau, divisée en 2 groupes : ceux qui opèrent en Antarctique, gérés par le British Antarctic Survey et ceux qui opèrent ailleurs, gérés par le National Marine Facilities (NMFD), basés au National Oceanography Centre de Southampton.

## Les navires

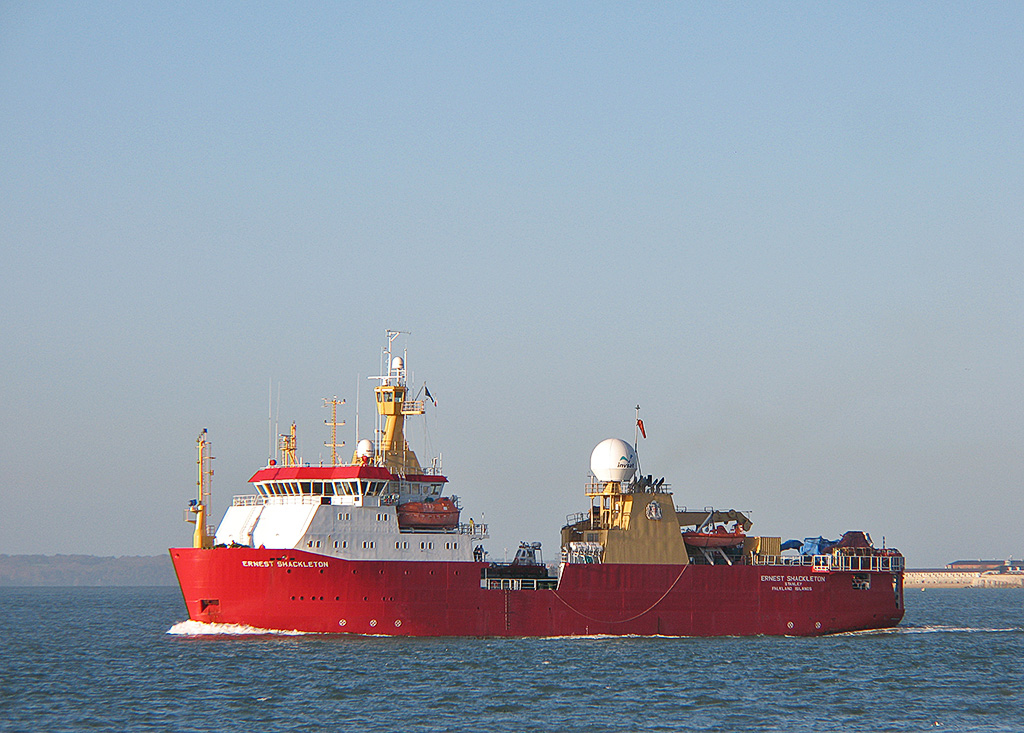
Le RRS Ernest Shackleton quittant Portsmouth

Parmi les RSS notables, on peut citer :
- RRS John Biscoe (de 1956 à 1991) ;
- RRS Charles Darwin ;
- RRS Bransfield ;
- RRS Discovery (lancé en 1901, aujourd'hui navire musée en Écosse) ;
- RRS Discovery II ;
- RRS Discovery (le troisième à porter le nom de Discovery, propriété du NERC, géré par le NMFD) ;
- RRS James Cook (en remplacement du Charles Darwin - propriété du NERC, géré par le NMFD) ;
- RRS James Clark Ross (en remplacement du John Biscoe - propriété du NERC, géré par le BAS) ;
- RRS Shackleton, en service pour le British Antarctic Survey de 1955 à 1992 ;
- RRS Ernest Shackleton (en remplacement du Bransfield - lancé en 1995 sous le nom de MV Polar Queen par la GC Rieber Shipping. Il opéra en Antarctique par d'autres programmes nationaux. Le British Antarctic Survey l'affréta « coque nue » à long terme en 1999 et le renomma Ernest Shackleton en l'honneur de l'explorateur éponyme ;
- RRS William Scoresby (de 1926 à 1954).

Quelques autres navires britanniques de recherche ne sont pas des RSS. Le RV Prince Madog est la propriété conjointe de l'université de Bangor et de P&O Maritime. Le patrouilleur des glaces de la Royal Navy, le HMS Endurance, fournit du soutien logistique scientifique pour le BAS.

## Source
- (en) Cet article est partiellement ou en totalité issu de l’article de Wikipédia en anglais intitulé « Royal Research Ship » (voir la liste des auteurs).